# Línea 24 (AUVASA)
La línea 24 de AUVASA une los barrios de La Overuela y La Victoria con el centro de Valladolid, pasando por el barrio de Huerta del Rey en sentido Valladolid y el Hospital Clínico en el contrario. Da servicio a Mercaolid y al polígono industrial anejo a la avenida de Burgos, así como a los aparcamientos disuasorios de Pº del Renacimiento, Feria de Muestras y Las Moreras.

## Historia
La línea 24 nació el 10 de septiembre de 2018, en sustitución del recorrido que esta ese momento realizaba la línea 14, y antes la línea 18.

## Frecuencias
La línea 24 es una línea A Horario por lo que se indican todos los horarios de salida:
| DÍA            | LUGAR DE SALIDA | HORARIOS DE SALIDA | HORARIOS DE SALIDA | HORARIOS DE SALIDA | HORARIOS DE SALIDA | HORARIOS DE SALIDA | HORARIOS DE SALIDA | HORARIOS DE SALIDA | HORARIOS DE SALIDA | HORARIOS DE SALIDA | HORARIOS DE SALIDA | HORARIOS DE SALIDA | HORARIOS DE SALIDA | HORARIOS DE SALIDA | HORARIOS DE SALIDA | HORARIOS DE SALIDA | HORARIOS DE SALIDA | HORARIOS DE SALIDA |
| -------------- | --------------- | ------------------ | ------------------ | ------------------ | ------------------ | ------------------ | ------------------ | ------------------ | ------------------ | ------------------ | ------------------ | ------------------ | ------------------ | ------------------ | ------------------ | ------------------ | ------------------ | ------------------ |
| Todos los días | LA OVERUELA     | 7:30               | 8:00*              | 8:30               | 9:30               | 10:40              | 11:50              | 12:45              | 13:40              | 14:40              | 15:35              | 16:30              | 17:40              | 18:50              | 19:45              | 20:40              | 21:35              | 22:25*             |
| Todos los días | PLAZA PONIENTE  | 8:00               | 9:00               | 10:10              | 11:20              | 12:15              | 13:10              | 14:05              | 14:30*             | 15:05              | 16:00              | 17:10              | 18:20              | 19:15              | 20:10              | 21:05              | 22:00              | -                  |

- Los servicios de 8:00* desde La Overuela y 14:30* desde el centro amplían el recorrido habitual al entorno de la plaza de España de Valladolid. El primero de ellos continúa hasta C/ Panaderos 2 esq. Pza. España, y el segundo sale desde C/ Dos de Mayo esq. Divina Pastora. Ambos se suprimen durante el mes de agosto.
- El servicio de las 22:25* de La Overuela finaliza en Avda. Ramón Pradera Feria de Valladolid.

## Paradas
Nota: Al pinchar sobre los enlaces de las distintas paradas se muestra cuanto tiempo queda para que pase el autobús por esa parada.
| Hacia Plaza Poniente                                       | Correspondencia con líneas: |
| ---------------------------------------------------------- | --------------------------- |
| Pza. Alfonso X                                             | -                           |
| C/ Arrabal 13                                              | -                           |
| C/ Títulos fte. Guindal                                    | -                           |
| C/ Títulos puente de hierro                                | -                           |
| C/ Títulos fte. Los Traductores                            | -                           |
| Avda. Euro fte. Mercaolid                                  | -                           |
| C/ Peseta punto limpio                                     | -                           |
| Avda. Burgos 39                                            | -                           |
| Avda. Burgos 27                                            | -                           |
| Avda. Burgos Policía Municipal                             | -                           |
| Avda. Burgos 9 esq. La Victoria                            | -                           |
| Avda. Ramón Pradera 15-17                                  | 4 F6                        |
| Avda. Ramón Pradera fte. hotel                             | 4 5 6 F6                    |
| Avda. Ramón Pradera Feria de Valladolid                    | 4 5 6 F6                    |
| Avda. Gloria Fuertes 1 esq. Joaquín Velasco Martín         | 4 6                         |
| Pza. Poniente fte. Jorge Guillén                           | 1 3 4 6 8 F3 F4 F5          |
| * Pza. Fuente Dorada                                       | 1 2 3 4 6 8 F3 F4 F5        |
| * C/ López Gómez 13 esq. Fray Luis de León                 | 3 4 6 F3 F4                 |
| * C/ Panaderos 2 esq. Pza. España                          | 3 6 9 F3 F4                 |
| Hacia La Overuela                                          |                             |
| * C/ Dos de Mayo esq. Divina Pastora                       | 14 18 19                    |
| * C/ Doctrinos 12 esq. María de Molina                     | 3 4 5 6 8 F3 F4 F5          |
| Pº Isabel la Católica Pza. Poniente                        | 4                           |
| Pza. Fuente Dorada                                         | 1 2 3 4 6 8 F3 F4 F5        |
| C/ Bajada de la Libertad 10 fte. Teatro Calderón           | 1 2 F5                      |
| Avda. Ramón y Cajal 3 Hosp. Clínico                        | 1 2 8 17 F5                 |
| C/ Gondomar 12 esq. Santa Clara                            | 1 2 17                      |
| C/ Rondilla de Santa Teresa fte. antiguo Hosp. Río Hortega | C1 F6                       |
| Pza. San Nicolás 13                                        | C1 F6                       |
| Avda. Burgos 14 esq. Pisuerga                              | -                           |
| Avda. Burgos 38 fte. Policía Municipal                     | -                           |
| Avda. Burgos 54                                            | -                           |
| Avda. Burgos 72                                            | -                           |
| C/ Peseta esq. Avda. Burgos                                | -                           |
| Avda. Euro Mercaolid                                       | -                           |
| C/ Títulos esq. Los Traductores                            | -                           |
| C/ Títulos fte. puente de hierro                           | -                           |
| C/ Títulos esq. Guindal                                    | -                           |
| C/ Arrabal 12                                              | -                           |
| Pza. Alfonso X                                             | -                           |

- Las paradas marcadas con asterisco (*) pertenecen solo a las prolongaciones que realizan los servicios especiales de las 8:00 y 14:30 horas.

## Líneas relacionadas
El barrio de La Overuela tiene servicio nocturno viernes, sábados y vísperas de festivos con la línea B1, mientras que La Victoria y Huerta del Rey lo tienen con la línea B2.